# Adrian Radu Gontariu
Adrian Radu Gontariu (ur. 14 maja 1984 w Zalău) – rumuński siatkarz grający na pozycji atakującego. Od sezonu 2017/2018 zawodnik CS Arcada Galați. W kadrze narodowej występował 100 razy.

## Sukcesy klubowe
Puchar Rumunii:
- 2003, 2006, 2007

Mistrzostwo Rumunii:
- 2003, 2004, 2005, 2007, 2013, 2017
- 2006, 2018

Puchar Top Teams:
- 2004

Mistrzostwo Niemiec:
- 2010, 2011, 2015
- 2016

Puchar CEV:
- 2012

Mistrzostwo Polski:
- 2012

Puchar Niemiec:
- 2015

Superpuchar Rumunii:
- 2017